# Jack Fischer
Jack David Fischer (23. ledna 1974 Louisville) je americký astronaut.
Narodil se v Louisville ve státě Colorado. Absolvoval Centaurus High School a v roce 1996 získal bakalářský titul na United States Air Force Academy. Magisterský titul získal roku 1998 na Massachusettském technologickém institutu. V roce 2004 dokončil U.S. Air Force Test Pilot School na Edwardsově letecké základně. V současné době je plukovníkem letectva Spojených států amerických.
V roce 2009 byl vybrán do skupiny 20. astronautů NASA, kteří 4. listopadu 2011 zakončili základní výcvik. Od té doby se připravují na dlouhodobý pobyt na Mezinárodní vesmírné stanici. V roce 2015 byl jmenován členem Expedice 52 a Expedice 53. Na ISS vstoupil po šesti hodinovém letu lodí Soyuz MS-04 20. dubna 2017. Jeho kolegou při letu byl Fjodor Jurčichin.
Je ženatý a má dvě děti.